# 惑星ピスタチオ
惑星ピスタチオ（わくせいピスタチオ、英語表記：PLANET PISTACCIO）は、かつて存在した日本の劇団。座長は腹筋善之介、座付き作家・演出家は西田シャトナー。1989年の旗揚げ以後、関西の小劇場を中心に活動。2000年、解散。

## 概要
小道具などを一切使わず、パントマイムと膨大な説明科白を駆使して場面描写や登場人物の心情を表現する「パワーマイム」と呼ばれる手法、そして一人多人数役を次々に切り替えながら多くの役をこなす「スイッチプレイ」など独特の演出法を用いて、宇宙から降り立つ巨大ロボット、数万人の武士による合戦、バクテリアと戦う白血球のミクロの世界、宇宙空間での戦闘シーン、生身の体による音速走行のデッドヒート、 異国のサーカス、のどかな田園風景を走る列車まで、ありとあらゆる表現をパワーマイムと一人多人数役で行った。
座長の腹筋曰く、「惑星ピスタチオ」は「よく言えばストイック、悪く言えばすごく縛りのキツイ劇団」であった。芝居や稽古が終わった後は頭も体も疲れ果てて皆で酒を飲みに行くこともなく、また、観客との距離の取り方もわかっておらず、本番が終わった後の出待ちも禁止していたという。
惑星ピスタチオの活動期間は11年と決して長くはなかったものの、演劇活動に携わる者たちには大きな影響を与えた。例えば演劇ユニット「TEAM NACS」のメンバーは、当時北海道のテレビ局でも放映されていた惑星ピスタチオの公演放送をビデオで録画し、何度も観ては研究したり、東京公演で買った土産の「ピスタチオ・キャップ」を5人揃って被ったりするほどの大ファンであった。NACSのメンバーの大泉洋と音尾琢真は、映画『アフタースクール』で所属俳優であった佐々木蔵之介と共演した際にそのことをカミングアウトし、さらには佐々木の忘れていた台詞まで披露するなどコアなファンぶりに佐々木を驚かせた。
劇団解散後の2000年に放送されたNHK連続テレビ小説『オードリー』では、腹筋と佐々木が2年ぶりに再共演を果たした。

## 来歴
- 1989年、神戸大学演劇研究会「はちの巣座」に所属していた腹筋善之介、西田シャトナー、平和堂ミラノ、保村大和らによって結成。
- 1990年、『ファントム OF W』公演で旗揚げ、佐々木蔵之介参加。
- 1998年、平和堂ミラノ、佐々木蔵之介、いちいりえ、遠坂百合子の4人が退団。
- 2000年、『4人のN氏』公演をもって解散。劇団解散後、西田シャトナーら数人のメンバーによって、演劇製作事務所「アプリコット」が設立されるも、2年経たずに解散。現在は各メンバーが独自の活動を行っている。

## 所属していた俳優
- 腹筋善之介（1989年〜2000年／現在「IQ5000」主宰、「Piper」所属）
- 西田シャトナー（1989年〜2000年／現在「西田シャトナー演劇研究所」主宰）
- 保村大和（1989年〜2000年）
- 宇田尚純（1992年〜2000年）
- 福岡ゆみこ（1992年〜2000年）
- 末満健一（1996年〜2000年／現在ワタナベエンターテインメント所属）
- 佐々木蔵之介（1990年〜1998年／現在ケイファクトリー所属）
- 平和堂ミラノ（1989年〜1998年／2003年6月20日、脳内出血のため急逝）
- 遠坂百合子（1990年〜1998年／現在演劇ユニット「リリーエアライン」主宰）
- いちいりえ（1990年〜1998年）
- 新井弘和（1990年〜1991年）
- 岩峰ハヤタ（1992年〜1993年）
- 鎌田香織（1990年〜1993年）
- 高橋俊博（1991年〜1996年）
- 地上チカ（1991年〜1994年）
- 内藤ハルカ（1992年〜1994年）
- 吉久直志（1995年〜1996年／劇団「カプセル兵団」主宰）

## 主な上演作品

### 西田シャトナー作
- ファントム OF W（1990年1月）
- 熱闘!! 飛龍小学校（1990年12月、1992年10月、1994年8月）
- 白血球ライダー（1991年10月）
- 大音劇 黎明編（1991年12月）
- 大音劇 誕生編（1992年4月）
- 港のウィンダム（1992年2月）
- 信長華舞台（1992年8月・9月）
- 小林少年とピストル（1993年7月、1995年2月 - 4月）
- 破壊ランナー（1993年9月 - 10月、1994年12月 - 1995年1月、1999年6月 - 7月）
- コン・ティキ（1994年1月）
- 白血球ライダーDX（1994年3月・5月・7月）
- KNIFE（1995年9月 - 10月、1998年11 - 12月）
- ホントに？（1995年12月 - 1996年1月）
- ロボ・ロボ（1996年3月）
- 腹筋善之介一人芝居 『ファントム』（1996年）
- Believe（1996年9月 - 12月）
- 熱闘!! 飛龍小学校☆パワード（1997年5月 - 6月）
- WORLD（1997年9月 - 11月）
- 白血球ライダー2000（1999年10月 - 11月）
- 4人のN氏（2000年3月）

### 平和堂ミラノ作
- モダネラ（1991年4月）
- レコンキスタ（1993年2月）
- 満月の都（1995年6月）
- 大切なバカンス（1998年4月 - 6月）